# Ashby (Massachusetts)
Ashby é uma pequena cidade pertencente ao Condado de Middlesex, Massachusetts, Estados Unidos. A população era de 3.215 de acordo com o censo de 2018.

## Geografia
Ashby encontra-se localizado nas coordenadas 42° 40′ 35″ N, 71° 49′ 57″ O. Segundo a Departamento do Censo dos Estados Unidos, Ashby tem uma superfície total de 62.39 km², da qual 61.39 km² correspondem a terra firme e (1.61%) 1 km² é água.

## Demografia
Segundo o censo de 2010, tinha 3.074 pessoas residindo em Ashby. A densidade populacional era de 49,27 hab./km². Dos 3.074 habitantes, Ashby estava composto pelo 97.14% brancos, o 0.39% eram afroamericanos, o 0.16% eram amerindios, o 0.33% eram asiáticos, o 0.03% eram insulares do Pacífico, o 0.36% eram de outras raças e o 1.59% pertenciam a duas ou mais raças. Do total da população o 1.85% eram hispanos ou latinos de qualquer raça.